# Palau Testa
El Palau Testa és un edifici arquitectònic de Venècia, situat al barri de Cannaregio i amb vistes al canal de Cannaregio.

## Història
Va ser construït al segle XV, però va patir nombroses reformes entre els segles XVI i XIX. Va pertànyer com a mínim des del 1531 fins al 1748 a la família Testa d'antics orígens patricis de Novara, i després de la mort d'Uberto, l'últim del llinatge, va passar al comte Alessandro di Marsciano, que va succeir en la primogenitura de Testa. Va romandre propietat d'aquesta família fins al 1808.
Després de diversos canvis de propietat, el 1988 l'edifici va ser adquirit per la Província de Venècia i actualment s'utilitza, juntament amb l'edifici adjacent del segle XVII, com a sucursal de l'Institut Tècnic i Tecnològic Enrico Fermi i de l'Institut Tècnic de Turisme Francesco Algarotti.

## Descripció
La petita façana és d'estil gòtic tardà. Consta de dues plantes amb un entresol entre la planta baixa i la planta principal.
En aquesta última planta, destaquen algunes obertures valuoses, totes amb arcs inflexions i trilobats i tancades en quadrats de marbre: es tracta de dos parells de finestres laterals monófores, a més d'una altra finestra lateral, i, al centre, una finestra quadrifora que dona a un balcó del segle XV sostingut per elegants mènsules amb pròtomes de lleó; fins i tot la part superior de la balustrada amb petites columnes amb arcs gòtics està suavitzada per dos marzocchi a les cantonades i tres pinyes als brancals centrals.
L'entresol s'obre per una sèrie de finestres rectangulars emmarcades per pedra d'Ístria finament treballada.